# Pilsūdai
Pilsūdai (schemaitisch Pėlsūdā) ist ein Dorf im litauischen Bezirk Skaudvilė.

## Geschichte
Das Dorf wurde erstmals 1582 erwähnt. Pilsūdai ist der Namensgeber der Familie Piłsudski.

### Einwohnerentwicklung
| Jahr | Einwohner |
| ---- | --------- |
| 1820 | 42        |
| 1902 | 139       |
| 1923 | 99        |
| 1959 | 99        |
| 1970 | 133       |
| 1979 | 224       |
| 1986 | 342       |
| 1989 | 304       |
| 1992 | 357       |
| 2001 | 324       |
| 2011 | 246       |